# Transport ferroviaire en Estonie
Plan
Le transport ferroviaire en Estonie est constitué d'un réseau ferroviaire à écartement russe (1 520 / 1 524 mm).

## Le réseau ferré
Le réseau ferroviaire principal comprend 334 km de lignes à écartement russe (1 520 / 1 524 mm), dont 131,8 km sont à traction électrique (courant continu 3 000 V).
La majorité du réseau est gérée et exploitée par Eesti Raudtee (Chemins de fer d'Estonie), entreprise d'État. Cependant, plusieurs lignes sont gérées par d'autres opérateurs.
Le code attribué à l'Estonie par l'Union internationale des chemins de fer est le 26.
Il n'existe pas de ligne à grande vitesse. Le projet Rail Baltica consiste à relier Tallin à Varsovie par une liaison à voie normale. Il existe également un projet de liaison par tunnel sous golfe de Finlande vers Helsinki.
La capitale Tallinn dispose d'un réseau de tramway depuis 1888.
Le réseau dispose d'une connexion ferroviaire avec les deux pays voisins – la Russie et la Lettonie – dont les réseaux disposent du même écartement.

## Liste des lignes
Le tableau ci-dessous reprend les lignes du réseau principal :
| Ligne                | longueur (en km) | Opérateur           | date de mise en service | date de fermeture | électrification                     | Remarque                                                                                  |
| -------------------- | ---------------- | ------------------- | ----------------------- | ----------------- | ----------------------------------- | ----------------------------------------------------------------------------------------- |
| Tallinn - Narva      | 210,6            | EVR                 | 1870                    |                   | oui (56,3 km de Tallinn à Aegviidu) | jusqu'à la frontière russe. Double voie de Tallin à Tapa (77,6 km)                        |
| Tallinn - Paldiski   | 47,9             | EVR                 | 1870                    |                   | oui                                 | Double voie de Tallin à Keila (26,8 km)                                                   |
| Keila - Riisipere    | 24,6             | EVR                 | 1905                    |                   | oui                                 |                                                                                           |
| Riisipere - Haapsalu | 52,8             | Haapsalu Raudtee OÜ | 1905                    | 2004              | non                                 | Projet de réouverture en cours                                                            |
| Tapa - Tartu         | 112,5            | EVR                 | 1876                    |                   | non                                 |                                                                                           |
| Tartu - Valga        | 84,8             | EVR                 | 1889                    |                   | non                                 | jusqu'à la frontière lettonne                                                             |
| Valga - Koidula      | 94,6             | EVR                 | 1889                    |                   | non                                 | jusqu'à la frontière russe à Petchory                                                     |
| Rakvere - Kunda      | 19,4             | Kunda Trans AS      | 1896                    |                   | non                                 | trafic fret de la cimenterie                                                              |
| Tallin - Viljandi    | 150,6            | Edelaraudtee        | 1901                    |                   | non                                 | construite initialement à voie étroite. Convertie entre 1969 et 1974 à l'écartement russe |

| Ligne                             | longueur (en km) | date de mise en service | date de fermeture                                                                      | Remarque |
| --------------------------------- | ---------------- | ----------------------- | -------------------------------------------------------------------------------------- | --- |
| Sonda - Aseri                     | 12,8             | 1899                    | 2000                                                                                   | Voie unique de 1 520 mm non électrifiée desserte d'une cimenterie |
| Valga - Pärnu                     | 125              | 1896                    | 1944 : Valga - Rūjiena 1972 : Pärnu - Riisselja 1975 : Riisselja - Mõisaküla - Rūjiena | Voie unique de 750 mm non électrifiée Le tronçon Valga - Rūjiena est dans l'actuelle Lettonie. La plateforme entre Pârnu et la frontière lettonne servira pour une ligne à écartement russe en 1980.                                     |
| Mõisaküla - Viljandi              | 45               | 1897                    | 1972                                                                                   | Voie unique de 750 mm non électrifiée |
| Valga - Ape                       | 53               | 1896                    | 1970                                                                                   | Voie unique de 750 mm non électrifiée Le tronçon au départ de Valga se retrouvant en territoire letton à partir de l'indépendance de 1919, un raccordement de 20 km de Valga via Kaagjärve et Lepa est construit pour rejoindre Koikküla |
| Ligne de contournement de Tallinn | 3,7              | 1901                    | 1971                                                                                   | Voie unique de 750 mm non électrifiée Reliait le réseau jusqu'au port de Tallinn |

## Histoire

### De 1870 à 1917: l'Estonie dans l'Empire russe

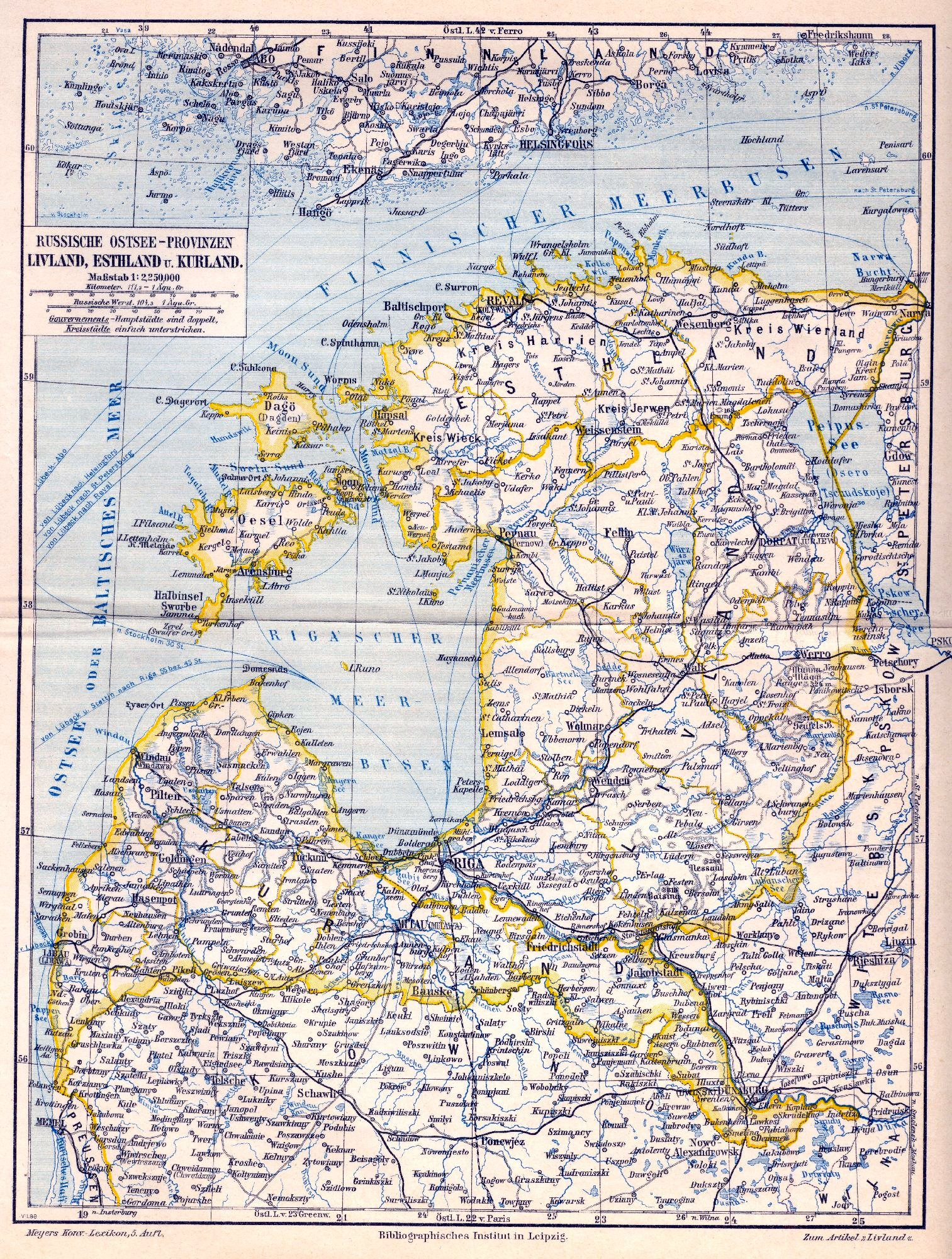
Carte de 1878 montrant les lignes ferroviaires en service.

Les premières lignes construites datent de la période de l'Empire russe. Le territoire actuel de l'Estonie était composé de deux régions distinctes : le Gouvernement d'Estonie au nord et le Gouvernement de Livonie au sud.
Il s'agissait donc de mieux relier les différentes régions, et en particulier les ports stratégiques, à Saint-Petersbourg (capitale de la Russie à cette époque). En 1868, l'empereur Alexandre II accorde une concession à la compagnie des Chemins de fer de la Baltique pour construire la première ligne depuis le port de Paldiski jusqu'à Saint-Pétersbourg en passant par Tallin et Narva. La ligne, à l'écartement russe comme l'ensemble du réseau qu'elle relie est ouverte le 24 octobre jul. / 5 novembre grég. 1870. Elle permet un développement rapide des ports de Tallinn et Paldiski, libres de glace en hiver. Le 21 décembre 1874 jul. / 2 janvier 1875 grég., l'Empereur commande à la Compagnie de construire une liaison vers Tartu, ville importante du pays. Cette ligne est ouverte deux ans plus tard le 19 décembre jul. / 31 décembre grég. 1876.
En 1886, le ministre de la guerre décide de faire construire une ligne reliant Riga à Pskov, avec une antenne vers Tartu. La ligne est concédée à la Compagnie des chemins de fer de Riga à Pskov, qui installera son dépôt et ses ateliers à Valga. La ligne et son antenne sont mises en service le 22 juillet jul. / 3 août grég. 1889. Les deux compagnies fusionnent et sont nationalisées en 1893.
Dans les années qui suivirent, plusieurs courtes antennes sont construites : En 1896, de Rakvere à Kunda où se situe une importante cimenterie (19,4 km) ; en 1899, de Sonda à Aseri où se situe aussi une importante cimenterie (12,8 km), en 1905 une ligne de Keila vers Riisipere et Haapsalu (77,4 km).
Au sud, un nouveau réseau se construit en Livonie, à voie étroite (écartement de 750 mm). Il s'agit de relier Valga à Pärnu et à Viljandi. Cette ligne est confiée à la Esimene Juurdeveoraudtee Selts (EJVRS), compagnie créée en 1892 à Saint-Petersbourg pour construire des lignes en zone rurale. Les travaux commencent en mai 1895. La ligne de Parnü à Valga est ouverte le 6 octobre 1896 et celle vers Viljandi inaugurée en janvier 1897, pour une mise en exploitation au 1er aout 1897,. La Compagnie poursuit son extension vers le nord : le 1er août 1901 la ligne de Viljandi rejoint Tallin, situé à 151 km en passant par Türi, Lelle et Rapla. Cette ligne sera convertie à l'écartement russe de 1969 à 1974. Elle dispose d'un embranchement de 3,7 km allant jusqu'au port de Tallin.
À l'est de Valga, la ligne est construite en 1903 vers Gulbene par la compagnie Liivimaa Juurdeveoraudtee Selts (LJVRS).
Enfin, à la même période, le projet de Forteresse navale Empereur Pierre le Grand consiste à créer, sur les deux rives du golfe de Finlande, un ensemble de fortifications pour protéger l'accès maritime de Saint-Pétersbourg. Cet ensemble est relié par une ligne ferroviaire à voie étroite (750 mm) de 22 km s'embranchant à Liiva et allant jusqu'à Vääna. Elle comporte un tronçon à double voie de 13 km entre Nõmme-Väike et Sõrve. Une vingtaine d'années plus tard, cette ligne sera transférée aux chemins de fer estoniens.
Ainsi, en 1914, à l'orée de la première Guerre mondiale, l'Estonie dispose de deux réseaux : l'un à voie large, d'environ 660 km de longueur, et l'autre à voie étroite, d'environ 400 km.

## Opérateurs
Les trains de marchandises sont tirés par l'entreprise publique Eesti Raudtee et quelques entreprises privées telles que Estonian Railway Services, et Spacecom.
Quatre opérateurs se partagent le marché du transport de passagers :
- Edelaraudtee
- Elektriraudtee
- GoRail
- Pasažieru Vilciens